# Țările de Jos Caraibiene
Țările de Jos Caraibiene sau Caraibele Neerlandeze (în neerlandeză Caribisch Nederland) este numele dat vechii grupări de insule neerlandeze      
Bonaire, Sint Eustatius și Saba (de unde acronimul insulele BES). De la 10 octombrie 2010, după dizolvarea statului Antilele Neerlandeze, cele trei insule au reintegrat Țările de Jos în calitate de entități publice cu statutul de municipalitate (în neerlandeză openbare lichamen).
Cele trei insule au mari diferențe culturale și geografice. Bonaire este situată la est de Curaçao și de Aruba, în timp ce Sint Eustatius și Saba se află la sud de insula Sfântul Martin și la nord-vest de insula Sfântul Kitts. Se estimează populația celor trei insule la un total de 25.000 de locuitori, repartizați în mod foarte inegal. Aceste insule sunt departe de coasta europeană a Țărilor de Jos, la circa 7.200 kilomètres.

## Guvernarea

Distanța relativă între Țările de Jos «europene» și Țările de Jos Caraibiene

Țările de Jos Caraibiene sunt, potrivit legii neerlandeze, «entități publice» (neerlandeză Wet openbare lichamen Bonaire, Sint Eustatius en Saba). Guvernările acestor trei insule funcționează de facto în calitate de comune cu caracter special ale Țărilor de Jos.
Aceste insule s-au integrat statului olandez după dizolvarea Antilelor Neerlandeze la 10 octombrie 2010. Legea descrie în special organizarea administrativă, componența și competențele conferite consiliilor insulare. Înființarea acestor organisme publice a fost modelată după sistemul municipal olandez. Populația este reprezentată în consiliul insular, care este condus de un consiliu de administrație (în neerlandeză bestuurscollege) compus dintr-un locotenent-guvernator și din delegați insulari. Țările de Jos Caraibiene nu fac parte din Spațiul Schengen și nici din Uniunea Europeană. Ele fac parte din țările și teritoriile de peste mări ale Uniunii Europene, conform anexei II din Tratatul de la Lisabona. De la data de 1 ianuarie 2011, moneda utilizată, florinul Antilelor Neerlandeze, a fost înlocuită cu dolarul american. Această decizie fusese luată la 8 noiembrie 2008.

## Oficiul Național al Țărilor de Jos Caraibiene
Oficiul Național al Țărilor de Jos Caraibiene (în neerlandeză Rijksdienst Caribisch Nederland), o agenție administrativă a guvernului olandez, oferă educație, transport, securitate publică, reglementarea imigrației, administrarea și colectarea taxelor, sănătatea și serviciile sociale pe aceste trei insule. Țările de Jos Caraibiene nu fac parte din nicio provincie olandeză și nu formează una nouă. Puterile conferite în mod normal guvernelor provinciale olandeze au fost împărțite între guvernul fiecărei insule și guvernul central (Oficiul Național al Țărilor de Jos Caraibiene).  Directorul actual al acestei agenții guvernamentale se numește Sybren van Dam.

## Cultură și limbi
Diferențele culturale notabile dintre cele trei insule pot să se explice prin istoria, geografiile deosebite precum și prin depărtarea lor de părțile europene ale Țărilor de Jos. La Bonaire, papiamento este limba cea mai utilizată, urmată de engleză și de neerlandeză. La Sint Eustatius și Saba, limba comună a locuitorilor este engleza. Neerlandeza rămâne limbă oficială, însă utilizarea sa este mai degrabă marginalizată la agenții oficiali neerlandezi și la metropolitanii rezidenți pe insule.

## Comunicații
Fusul orar este UTC-4, iar indicativul telefonic internațional este 599 (neschimbat față de fostul stat Antilele Neerlandeze, prin urmare folosit în comun cu Curaçao). Organizația Internațională de Standardizare a atribuit codul BQ acestor trei insule.